# Пикник (группа)
«Пикни́к» — советская и российская рок-группа, основанная в Ленинграде в 1978 году. Отправной точкой нынешнего «Пикника» сами участники группы считают приход в группу Эдмунда Шклярского в 1981 году либо год записи первого альбома — 1982-й.
Музыка группы, имеющая свои корни в русском роке, перешла в оригинальный, необычный стиль с использованием симфонических, клавишных и экзотических народных инструментов.

## История группы

### 1978—1981
Группа образована в сентябре 1978 года в Ленинграде из студентов Ленинградского политехнического университета (Политеха), игравших в любительской группе «Орион». В состав вошли: Алексей Добычин (вокал, тексты), Сергей Омельниченко (гитара, вокал, тексты), Евгений «Жак» Волощук (бас-гитара), Николай Михайлов (флейта) и Александр Мацков (ударные). Через некоторое время Мацкова за барабанами сменил Александр Кондрашкин.
В марте 1979 года состав группы усилил одноклассник Николая Михайлова по музыкальному училищу и флейтист группы «Вторник» Юрий Данилов. Репертуар «Пикника» в эти годы опирался, главным образом, на песни Добычина и Омельниченко — энергичные рок-н-роллы, блюзы и бит.

### 1981—1983
В 1981 году Евгений Волощук (бас-гитара) и Алексей Добычин (вокал) остались вдвоём. На вакантное место гитариста Волощук пригласил участника группы «Лабиринт» Эдмунда Шклярского (вокал, гитара, фортепиано). Эдмунд пришёл не один, а вместе с Александром Савельевым (гитара). Дебют Эдмунда Шклярского в «Пикнике» состоялся на одном из концертов Ленинградского рок-клуба 28 ноября 1981 года. Можно встретить утверждение, что участники группы считают, что профессиональная и полносоставная группа образовалась именно в 1981 году, когда Шклярский стал лидером группы.
В 1982 году «Пикник» записал на студии Андрея Тропилло свой первый магнитоальбом «Дым» с новым барабанщиком Али Бахтияровым. В оригинальную версию альбома входили песни «Диск-жокей» и «Кто много молчит», которые были исключены из трек-листа в переизданиях. Также в «Дым» не попали по разным причинам такие песни, как «Велосипед», «За невинно убиенных» (вошла позже в альбом «Немного огня») и некоторые другие песни. Название альбома было предложено Андреем Тропилло и было принято без долгих обсуждений. Порядок композиций определялся простым чередованием «быстрая-медленная» и «от сильной — к слабой». Первоначально альбом не предполагал наличие обложки, даже «виртуальной».
Осенью 1982 года состоялось первое публичное представление записей в клубе «Фонограф» в Ленинградском Дворце Молодёжи.
В 1983 году «Пикник», наряду с «Аквариумом», «Зоопарком» и «Россиянами», стал лауреатом I фестиваля Ленинградского рок-клуба. В группу на место барабанщика пришёл Леонид Кирнос. Был записан первый вариант песни «Великан», которая впервые в музыкальной истории группы попала в хит-парад газеты «Смена» в рубрике «В современных ритмах».

### 1984—1987
В 1984 году в группе произошёл раскол. «Пикник», в составе которого остались только Шклярский и Савельев, вышел из Ленинградского рок-клуба. После этого в течение двух лет группа не имела постоянного состава.
Поздней осенью на той же студии Андрея Тропилло Шклярский и Савельев при поддержке сессионных музыкантов Сергея Воронина (клавишные), Владимира Сизова (бас-гитара) и Александра Фёдорова (ударные) записали свой второй альбом «Танец волка». Альбом оказался полон мрачных образов и драматических сюжетов, навеянных готическими рассказами Эдгара По и Натаниэля Готорна, а в музыкальном отношении близок к эстетике барокко-рока.
С 1985 года группа начала активную гастрольную деятельность. В ЛДМ группа показала программу «Танец Волка». Впервые на сцене появился «электрический рот», который стал использоваться на концертах.
В том же году «Пикник» попал в «чёрные списки» групп, запрещённых к тиражированию в студиях звукозаписи. Группа подверглась нападкам партийно-комсомольской прессы, особенно за такие песни, как «Опиумный дым».
Был записан первый вариант песни «Праздник» (впервые в истории группы применяется компьютер), которая звучит в эфире новогодней программы «Кружатся диски» на Ленинградском ТВ. В 1986 году с помощью тех же компьютеров была записана песня «Я почти итальянец». Группа обрела стабильный состав: Эдмунд Шклярский (вокал, гитара), Виктор Евсеев (бас-гитара, бэк-вокал), Юрий Ключанцев (клавишные, саксофон), бывший участник группы «Зеркало» Сергей Воронин (клавишные) и Вадим Пономарёв (ударные). Был записан первый вариант альбома «Иероглиф», включающий произведение Иоганна Себастьяна Баха.
С помощью Владимира Воронецкого, Льва Левинсона и журналиста Михаила Садчикова «Пикник» в затяжном бою с худсоветом[уточнить] получил право на гастрольную деятельность, и в конце года группа отправилась на свои первые гастроли в Таллин и Донецк.
Во время новогодних концертов в ДК им. Капранова снимался видеоряд на песню «Иероглиф». С подачи Михаила Садчикова у группы появилась возможность выпустить свои песни на фирме грамзаписи «Мелодия». Второй, классический вариант альбома «Иероглиф» записывался за четыре дня в студии Дома композиторов. Спустя несколько месяцев в музыкальных магазинах появился один из первых альбомов отечественной рок-группы, выпущенных на виниловом диске.
На диске «Место встречи — дискотека-3» появилась песня «Я почти итальянец» с авторскими комментариями Артура Макарьева, впоследствии ставшего инициатором записи второй виниловой пластинки «Пикника».
Весной 1987 года в коллектив вновь влился барабанщик Леонид Кирнос.

### 1988—1990
В 1988 году в Москве, на фирме «Мелодия» была произведена запись альбома «Родом ниоткуда». На гастролях в качестве звукорежиссёра с группой работал Святослав Образцов. Летом для программы «Утренняя почта» в Ялте снимался клип на песню «Праздник». В сентябре в СКК им. Ленина в Ленинграде прошли три сольных концерта «Пикника» подряд. В декабре группу покинули Евсеев и Ключанцев. Первая (утерянная) запись песни «Бал», сделанная в 1988 году, прозвучала в «Голубом огоньке», завершавшим год (по другим сведениям это произошло годом ранее).
В 1989 году бас-гитаристом группы стал Владимир Сизов, участвовавший, как и Сергей Воронин, в записи альбома «Танец волка». Весной «Пикник» гастролировал вместе с французской группой «Dirty Side», летом участвовал в фестивале прибалтийских городов в польском Сопоте.
В 1990 году у «Пикника» появился свой графический символ, который стал присутствовать на всех дисках и сценических декорациях. В мае в здании Мухинского училища снимался клип на песню «Дай себя сорвать». В группу вернулись Евсеев и Ключанцев, вместе с ними пришли гитарист групп «Продолжение следует» и «Санкт-Петербург» Андрей Мерчанский. В этом составе «Пикник» участвовал в фестивале «Экспо-90» (Осака, Япония).

### 1991—1995
В 1991 году на «Ленфильме» у Михаила Шемарова был записан альбом «Харакири». В качестве директора в группу вернулся барабанщик Али Бахтияров. Летом Эдмунд Шклярский и Сергей Воронин участвовали в пешем паломничестве к Папе Римскому в польский город Ченстохова. По возвращении из Польши 22 августа «Пикник» выступил на сборном концерте «Рок против танков» на Дворцовой площади Ленинграда, проходившем после августовского путча. В ноябре в БКЗ «Октябрьский» в Санкт-Петербурге с аншлагом прошли три сольных концерта подряд.
В 1992 году на лейбле «Matuzalem» вышла предпоследняя грампластинка «Пикника» «Харакири», впервые оформленная самим Шклярским. Появился ещё один атрибут шоу — «указующий перст». В том же году вышел фильм Ивана Охлобыстина «Арбитр» с саундтреком групп «Пикник» и «Оберманекен», получивший награду «Кинотавр» в категории «Фильмы для избранных».
В 1993 году «Пикник» участвовал в съёмке «Программы „А“» («Ад Либитум») и в концерте «Обратная сторона Луны» в ДК им. Горбунова. В конце года, при содействии Олега Круглова, на лейбле «Аура» вышел первый CD группы — ремейк альбома «Дым», перезаписанного специально собравшимися для этого музыкантами первого состава, игравшими на оригинальной записи.
16 февраля 1994 года в БКЗ «Октябрьский» с двухлетним опозданием группа отметила 10-летие с момента появления на свет магнитоальбома «Дым». Весной появился второй CD «Пикника» — «Немного огня». Тогда же из группы ушёл Андрей Мерчанский.
Александр Савельев на лейбле «АнТроп» выпустил оригинальную версию альбома «Танец волка». Этот же альбом, как и «Дым» годом ранее, был перезаписан. Во время совместного концерта с группой «Наутилус Помпилиус» в Алма-Ате произошло знакомство с Вадимом Самойловым. Осенью в автокатастрофе погиб Али Бахтияров.
Ранней осенью 1995 года Эдмунд Шклярский познакомился с Виктором Грицаенко, который впоследствии стал директором группы, и 6 декабря в БКЗ «Октябрьский» провёл свою первую акцию-презентацию новой программы «Вампирские песни». Альбом «Вампирские песни» был записан совместно с вокалистом Андреем Карпенко (известным также как Анри Альф).

### 1996—2000
В 1996 году после гастролей в Нижнем Новгороде группу окончательно покинули Евсеев и Ключанцев. Бас-гитаристом стал Александр Рокин. Записался и вскоре был издан альбом «Жень-шень». Летом на лейбле «Союз» вышла антология «Пикника» на восьми дисках с книжкой-аннотацией Андрея Бурлаки.
В 1997 году на лейбле «Аура» вышел следующий альбом — «Стекло». Впервые на подпевках в песне «Два великана» Шклярский привлёк к записи своих детей: Алину и Станислава. 26 сентября в клубе «Ватрушка» был снят клип на песню «Лицо».
Павел Сурков отмечал, что «С конца 90-х, когда у „Пикника“ началась, по сути, новая жизнь — увеличилось число концертов, усложнилось и модернизировалось шоу, что не позволило группе кануть в безвестность подобно иным рок-героям 80-х — на сцене стали появляться сконструированные Эдмундом Шклярским странные, но завораживающие электроинструменты. Первым из таких инструментов стала „живая виолончель“ — выходящая на сцену в песне „Глаза Очерчены Углём“ девушка, вдоль тела которой натягивалась струна со звукоснимателем, на которой Шклярский играл соло. Затем появился знаменитый „новоегипетский инструмент“, сделанный на основе синтезатора Moog — странно выглядящий агрегат с огромным рычагом звучит в ставшей легендарной песне „Египтянин“».
В 1998 году вышел электронный альбом «Пить электричество», записанный совместно с мифической группой «Секта МО». «Секта МО» — это магические объекты. Это люди, которые не имеют прямого отношения к данной музыке. Но их голоса были записаны, семплированы и потом использованы.
В том же году покинул группу и вернулся в радиобизнес директор Виктор Грицаенко.
В 1999 году вышла компиляция песен «Пикника» и одноимённая программа «The Best». Презентация программы состоялась в Санкт-Петербурге 7 марта. 3 мая в ГЦКЗ «Россия» в Москве, опять же с опозданием на два года группа отметила 15-летие. Ненадолго в группу влился Стас Дрёмов, успевший организовать гастроли «Пикника» и создать клип на песню «Шарманка». В мае на посту бас-гитариста Александра Рокина сменил Святослав Образцов. В новогоднюю ночь «Пикник» выступал в Санкт-Петербурге, на площади у Казанского собора.
В 2000 году три украинских политика — Виктор Шпак, Олег Ляшко и Юрий Гора — инициировали создание совместной программы «Пикника» и Запорожского струнного оркестра под управлением Всеволода Мадана. 21 октября «Пикник» участвует в сборном концерте «Рок-клуб — XX лет» в ДC «Юбилейный».

### 2001—2005
В 2001 году на лейбле «Гранд Рекордс» вышел альбом «Египтянин». Для заглавной песни был создан «новоегипетский инструмент», в шоу группы появился пиротехнический знак (в песне «Фиолетово-чёрный»). 15 февраля в ДК «Днепроспецсталь» в Запорожье и 15 марта в ДК им. Ленсовета в Санкт-Петербурге была реализована идея совместных концертов группы с Запорожским струнным оркестром с последующим появлением видеоверсии состоявшейся акции, а также и аудиоверсии (концертного альбома). 24 февраля в Москве была показана новая программа «Фиолетово-чёрный», сама песня попадает в ротации FM-радиостанций.
Весной «Пикник» начал сотрудничество с командой «MZCreative». 29 октября появился официальный сайт группы: http://www.piknik.info.
В начале 2002 года «Пикник» принимал участие в гала-концертах телешоу «Последний герой», исполняя новую песню «Говорит и показывает».
На лейбле «Гранд» вышел альбом «Чужой», состоящий из двух частей — 5 новых песен и 5 песен, ранее лишь исполнявшихся на концертах или не вошедших в ранее изданные альбомы.
В августе, на фестивале «Нашествие-2002» в Раменском, «Пикник» показал фрагменты новой программы «Дикие игры». В представлении участвовал театр Доктора Да — «ЧёрноеНебоБелое». Полностью программа была показана в сентябре в Санкт-Петербурге, Москве и Минске на юбилейных концертах, посвящённых 20-летию группы. В этих концертах участвовали Алексей Могилевский (саксофон), Сергей Гасанов (ситар) и театр братьев Васильевых.
В январе 2003 года группа гастролировала в немецких городах Гамбург и Оснабрюк. В марте лейбл «Гранд» издал альбом «Говорит и показывает», первый трек которого — «Серебра!» долгое время пребывал практически на вершине хит-парада «Чартова дюжина», уступая лишь группе «Кипелов». Сам альбом вошёл в пятёрку «самых востребованных» альбомов весны 2003 года.
2 апреля во МХАТе им. Горького прошла премьера концертной программы «Говорит и показывает», где участвовали Вадим Самойлов, Алексей Могилевский, Юта и приглашённая скрипачка Ирина Сорокина. 5 апреля прошло выступление в петербургском ДС «Юбилейный» в рамках VII церемонии «Премия Fuzz». «Пикник» был номинирован на Премию в категории «Лучшая live-группа». Через несколько дней во время уральских гастролей последний раз на сцену вышел Святослав Образцов. Позднее его заменил Марат Корчемный.
2 августа на «Нашествии-2003» «Пикник» представил свою «камерную» программу. В сентябре совместно с Вадимом Самойловым группа приступила к записи нового альбома — «Тень вампира». 18 октября во МХАТе им. Горького вместе с группой «Пикник» на сцену вышел Валерий Кипелов, совместно с которым были исполнены песни «Побежать бы за леса-горы» и «Там, на самом на краю земли».
15 ноября режиссёр Виталий Мухаметзянов экранизировал трек из будущего альбома — «Не кончается пытка». 11 декабря «Пикник» и Вадим Самойлов показали новую программу «Тень вампира» во МХАТе.
15 февраля 2004 года состоялся официальный релиз альбома «Тень вампира». Впервые в дискографии группы в диск вошла анимационная «История Pro». Концерт в поддержку релиза прошёл 2 марта в петербургском Дворце спорта «Юбилейный», где совместно с Самойловым исполнялись песни из нового альбома и лучшие песни в специальной аранжировке.
28 апреля в московском ЦДХ состоялась съёмка концертной программы «Фрески».
В мае по приглашению германской группы «Ostrov Ded» «Пикник» совершил гастрольную поездку в Германии.
Летом была записана песня «Королевство кривых», начались съёмки на неё клипа. В октябре «Пикник» представил программу «Превращение», которая спустя месяц вышла на DVD. Шклярский играл на синтезаторе, а Воронин — на гитаре. Барабанщик Леонид Кирнос в программе отсутствовал. Группе аккомпанировал симфонический квартет (скрипка, альт, виолончель, флейта) под управлением Дениса Васильева.
В декабре группа отметила 20-летие выхода альбома «Танец волка» концертом в компании Н. В. Гоголя и господина Великого Инквизитора.
Начало 2005 года было отмечено завершением работы над клипом «Королевство кривых» и премьерным показом в ЦДХ. В апреле в том же зале двумя концертами был отмечен выход альбома «Королевство кривых». Параллельно в Петербурге клавишник группы «Алиса» Дмитрий Парфёнов под псевдонимом DJ Donkey работал над альбомом «Новоегипетские песни». В диск вошли техно-версии хитов группы «Пикник». Вокальную партию в песне «Ночь» исполнил лидер «Алисы» Константин Кинчев. Альбом вышел в свет в сентябре.
В августе Эдмунд Шклярский участвует в проекте Михаила Козырева — создании русскоязычного саундтрека к мультфильму «Кошмар перед Рождеством». Шклярский пел за целый хор вампиров.
Осенью 2005 года в Киеве стартовал тур «Королевство кривых». Зрелищную часть тура воплотили в жизнь Ирина Пономарёва и Александр Зацепин (театр «Каркас»). Главный концерт тура состоялся в БКЗ «Октябрьский» в Санкт-Петербурге 7 ноября. Это выступление «Пикника» было отснято и впоследствии вышло на DVD.
В декабре режиссёр Виталий Мухаметзянов сделал для группы видеоклип на песню «У шамана три руки», а Эдмунд Шклярский записал трек для фильма Виталия Мухаметзянова.

### 2006—2010
12 января 2006 года в ЦДХ группа играла концертную программу «Харакири», посвящённую 15-летию выхода в свет одноимённого альбома. 5 февраля при поддержке «Нашего радио», молодёжного телеканала «О2ТВ» и музыкального канала «Music Box» вышел DVD «Королевство кривых (Live!)».
29 марта в ЦДХ прошёл концерт, посвящённый 10-летию с момента выхода в свет альбома «Жень-шень», на котором исполнялись песни «Немое кино», «Скользить по земле», «Упругие их имена» и другие треки с этого альбома, ранее не исполнявшиеся группой вживую. Для подробной визуализации представления было подготовлено специальное шоу.
С 24 по 27 мая прошёл концертный тур «Пикника» по городам Германии. Затем группа отправилась на Дальний Восток ещё с тремя концертами.
29 июля «Пикник» выступил на фестивале «Крылья», 4 августа — на фестивале «Балтийский Штурм» в Калининграде, 6 августа — на фестивале «Нашествие». Презентация песни «Мракобесие и джаз» состоялась на традиционном осеннем концерте в петербургском БКЗ «Октябрьский» 8 октября, позже эта песня попала в ротацию на «Наше радио». На этом же концерте прошла премьера программы юбилейного тура «25» («XXV»).
26 ноября в прямом эфире на телеканале «О2ТВ» в рамках спецпроекта «Коммуналка» проходит квартирник «Пикника».
6 декабря скончался клавишник группы Сергей Воронин. Пару раз в тот зимний период группа выступала со скрипачкой Ириной Лавриной, несколько концертов играл сын Шклярского Станислав, в середине января Эдмунд Шклярский пригласил на должность клавишника Виктора Евсеева.
В январе 2007 года Шклярский записал саундтрек к фильму «Закон мышеловки» режиссёра Александра Якимчука. В начале февраля вышел альбом «Мракобесие и джаз».
24 февраля 2007 года «Пикник» провёл концерт в ДС «Лужники», посвящённый 25-летию коллектива. С 10 по 23 апреля юбилейный тур «XXV» прошёл по городам Украины.
27 апреля в Туле и 3 мая в московском ЦДХ «Пикник» и Вадим Самойлов дали представление под названием «Вампирские песни». 4 мая на концерте в ЦДХ на сцене вместе с группой выступили музыканты Инна Желанная и Сергей Калачёв.
В конце июня на экраны украинского телеканала «1+1» вышел телесериал «Закон мышеловки» — продукт сотрудничества Эдмунда Шклярского и режиссёра Александра Якимчука.
В первой половине июля вышел DVD с архивным концертом «Пикника» в СКК им. Ленина (Ленинград, 1988 год) и ТВ-съёмками (Саратов, 1987 год).
Осенью 2007 года группа отправилась в большой тур «Мракобесие и джаз» по всей стране.
В 2008 году был записал и вышел новый альбом «Железные мантры».
В апреле группа отправилась в украинский тур с программой «Мракобесие и джаз».
1 октября с города Мурманска начался новый тур группы — «Полнолуние».
В 2008 году группа записала кавер на песню группы «Наутилус Помпилиус» «Нежный вампир» для двухдискового трибьюта.
23 сентября 2009 года концертом в городе Ухта стартовал тур «Железные мантры».
Осенью 2009 года «Пикник» участвовал в проекте «Нашего радио» «Соль» и «Пикник» записывает для этого проекта песню «Любо, братцы, любо».
В феврале 2010 года группа отправился в тур по городам Поволжья. 13 февраля «Пикник» выступает в СКК «Петербургский» на фестивале «Чартова Дюжина».
7 апреля «Пикник» выпустил новый альбом — «Театр абсурда». В альбом вошли 11 композиций.
11 сентября в Нефтеюганске стартовал тур «Театр абсурда».

### С 2011 года
В 2011 году группа завершила тур «Театр абсурда» и приступила к созданию программы нового тура «30 световых лет», посвящённого 30-летию «Пикника». В главных концертах в Ледовом Дворце в Санкт-Петербурге и концертном зале «Crocus City Hall» в Москве в качестве гостей принимали участие Вадим Самойлов, Вячеслав Бутусов и группа «Ю-Питер», Алексей Могилевский и Хелависа. В этом же году вышел альбом «Три судьбы», на котором были исполнены народные песни военных и довоенных лет.
Весной 2012 года вышли DVD и Blu-Ray с записью юбилейного концерта «30 световых лет» в Ледовом дворце.
В конце мая прошли три совместных концерта с Вадимом Самойловым в Волгограде, Ростове-на-Дону и Краснодаре, на которых игралась программа «Вампирские песни».
Было объявлено о начале работы над альбомом «Певец декаданса», анонсирована новая концертная программа «Декаданс», стартовавшая 5 октября концертом в Москве и завершившаяся 22 мая 2013 года концертом в Благовещенске.
В сентябре 2012 года впервые группа совершила мини-тур по Канаде и США, где была представлена программа «30 световых лет».
6 июня 2013 года группа впервые приняла участие в фестивале «Рок над Волгой-2013».
1 сентября вышел сингл «Азбука Морзе».
27 сентября в городе Ухта стартовал тур «Азбука Морзе». 5 ноября было опубликовано мобильное приложение «Piknik» для платформы iOS.
В начале 2014 года музыкант группы и сын её лидера Станислав Шклярский собирает собственную группу «Инкогнито», одновременно продолжая играть в «Пикнике».
20 мая 2014 года в Южно-Сахалинске был сыгран последний концерт тура «Азбука Морзе».
9 сентября вышел новый альбом «Чужестранец». Тур под названием «Чужестранец» стартовал в Москве 5 октября и закончился 21 мая 2015 года во Владивостоке.
Осенью 2015 года группа представила новую программу «Большая игра». С осени 2016 года по весну 2017 года «Пикник» проводил юбилейный тур, посвящённый 35-летию группы.
26 сентября 2017 года, в день рождения Эдмунда Шклярского, вышел 22-й номерной альбом «Искры и канкан». С 11 октября начался тур, посвящённый его презентации.
16 марта 2018 года на 50-м километре трассы «Владимир — Гусь-Хрустальный — Тума» микроавтобус, перевозивший группу на концерт в Рязань, попал в ДТП. Музыканты группы, в том числе солист Эдмунд Шклярский, серьёзно пострадали.
1 сентября 2019 года группа выпустила альбом «В руках великана».
13 ноября 2020 года состоялась премьера видеоклипа на песню «Колдун».
24 сентября 2021 года в «Чартовой Дюжине» «Нашего радио» в день своего релиза стартовал сингл «Всё перевернётся», а 26 сентября на песню вышел анимационный видеоклип (автор персонажей — художник Вася Ложкин, автор сюжета — Марат Корчемный).
26 августа 2022 года вышел новый альбом «Весёлый и злой». Альбом включает в себя 11 новых треков и 4 дополнительных. Концертный тур «Весёлый и злой» стартовал 11 сентября 2022 года в Светлогорске и завершился 21 апреля 2023 года в Орле.
5 октября 2023 года в Ульяновске начался тур «Будущее ждёт нас». В рамках тура московский концерт «Пикника» впервые прошёл на ВТБ Арене, спустя два месяца выступление было показано телеканалом «РЕН ТВ».
В марте 2024 года должны были состояться совместные концерты «Пикника» и симфонического оркестра «Таврический» с программой «Новое измерение». На 22 и 23 марта были запланированы выступления в Москве («Крокус Сити Холл»), на 27 марта — в Санкт-Петербурге (БКЗ «Октябрьский»).
22 марта 2024 года перед началом концерта «Пикника» в «Крокус Сити Холле» был совершён теракт. Террористы открыли огонь по посетителям и работникам концертного комплекса, после чего подожгли зрительный зал. Погибли 145 человек. Спустя три часа после стрельбы в соцсетях группы появилось сообщение, что музыканты и менеджмент живы и находятся в безопасности. Однако вечером 23 марта стало известно, что музыканты не могут установить связь с помощницей директора группы Екатериной Кушнер, продававшей в фойе атрибутику «Пикника». Днём 24 марта директор группы Юрий Чернышевский сообщил, что Кушнер погибла во время теракта.
Запланированный на 27 марта концерт в Санкт-Петербурге группа отменять не стала, посвятив его памяти жертв теракта в Москве. Было объявлено, что собранные средства пойдут на помощь пострадавшим. Телеканал «РЕН ТВ» вёл прямую трансляцию концерта, к которой был приурочен сбор пожертвований.
Несмотря на теракт, было решено продолжить концертный тур «Будущее ждёт нас», который завершился 28 апреля в Архангельске. 1 июня «Пикник» всё же провёл в Москве концерт с оркестром, билеты на несостоявшиеся концерты в «Крокусе» были действительны. Выступление прошло на Live Арене совместно с оркестром «Русская филармония».
19 июля 2024 года вышел новый альбом «Один на один», два сингла с которого уже были представлены ранее. Презентация альбома с живым исполнением песен из него прошла 23 июля в Выборгском замке. Концертный тур «Один на один» стартовал 13 сентября 2024 года в Калининграде и завершился 22 мая 2025 года во Владивостоке. После окончания дальневосточного турне группа объявила о подготовке юбилейного тура, посвящённого 45-летию «Пикника» и выхода первого альбома, «Дым».

## Состав группы

### Текущий состав
- Эдмунд Шклярский — вокал, все гитары, гиталеле, мандолина, клавитара, клавишные, мелодика, фортепиано, электро-механические инструменты и декорации, 12-струнная гитара (камерный вариант) (1981—настоящее время)
- Леонид Кирнос — ударные, перкуссия, бубен (1983—1984, 1985, 1987—настоящее время) (с 2023 временно не играет из-за травмы)[38]
- Марат Корчемный — бас-гитара, бэк-вокал, 3D-мэппинг, акустическая гитара (2003—настоящее время)
- Станислав Шклярский — клавишные, синтезатор, аранжировки духовых, бэк-вокал (2008—настоящее время)
- Ильгиз Юнусов — ударные (2023—настоящее время)

### Бывшие участники
- Алексей Добычин — вокал (1978—1983)
- Евгений Волощук — бас-гитара (1978—1984, 1985)
- Сергей Омельниченко — гитара, вокал (1978—1981)
- Николай Михайлов — флейта, саксофон (1978—1981)
- Александр Мацков — ударные (1978)
- Александр Кондрашкин — ударные (1978—1979, 1980)
- Юрий Данилов — флейта, кларнет (1979—1981)
- Александр Евсеев — ударные (1979)
- Николай Корзинин — ударные (1979—1980)
- Пётр Трощенков — ударные (1980—1981)
- Павел Кондратенко — клавишные (1980)
- Алексей Мальков — клавишные (1980)
- Михаил Панаев — вокал (1980—1981)
- Александр Савельев — гитара, звукорежиссёр (1981—1990)
- Шарифжан Абдулов — ударные (1981)
- Али Бахтияров — ударные (1981—1983)
- Виктор Морозов — ударные (1982)
- Вадим Лебанидзе — клавишные (1983)
- Сергей Шепель — гитара (1983)
- Владимир Сизов — бас-гитара (1984, 1989—1990)
- Виктор Сергеев — клавишные (1984)
- Сергей Воронин — клавишные (1984, 1986—2006)
- Александр Фёдоров — ударные (1984)
- Виктор Евсеев — бас-гитара, бэк-вокал (1985—1988, 1990—1996), клавишные (2007)
- Юрий Ключанцев — клавишные, саксофон, перкуссия (1986—1988, 1990—1996)
- Вадим Пономарёв — ударные (1986—1987)
- Андрей Мерчанский — гитара (1990—1994)
- Александр Рокин — бас-гитара, бэк-вокал (1996—1999)
- Святослав Образцов — бас-гитара, бэк-вокал (1999—2003)

### Приглашённые участники
- Александр Яровой — «огненный шаман», бубен, танцы (1995—2005, эпизодическое участие в концертах и фестивалях)
- Ирина Сорокина — скрипка (2003—2008)
- Алексей Могилевский — саксофон (2002, 2003, 2007, 2011)
- Вадим Самойлов — вокал, гитара, бэк-вокал (2003, 2007, 2011—2012)
- Ирина Пономарёва (театр «Каркас») — образы, декорации, театр теней (2005—2007)
- Александр Зацепин (театр «Каркас») — образы, декорации, театр теней (2005—2007)
- Владимир Сафронов — клавишные (2007—2008, 2015)
- Сергей Гасанов — ситар («Нашествие-2002» и юбилейные концерты последующего тура)
- Ирина Пономарёва — «живая виолончель»
- Игорь Васильев — сценические образы, танцы
- Владимир Ярин — сценические образы
- Олег Семёнов — сценические образы
- Елизавета Ярина — сценические образы
- Михаил Жидких — саксофон (сессионно)

## Дискография

### Студийные альбомы
| Год выхода | Название             | Комментарий                                    |
| ---------- | -------------------- | ---------------------------------------------- |
| 1982       | Дым                  |                                                |
| 1984       | Танец волка          |                                                |
| 1986       | Иероглиф             |                                                |
| 1988       | Родом ниоткуда       |                                                |
| 1991       | Харакири             |                                                |
| 1994       | Немного огня         |                                                |
| 1995       | Вампирские песни     | С вокалистом Андреем Карпенко                  |
| 1996       | Жень-шень            |                                                |
| 1997       | Стекло               |                                                |
| 1998       | Пить электричество   | С несуществующей группой «Секта МО»            |
| 2001       | Египтянин            |                                                |
| 2002       | Чужой                |                                                |
| 2003       | Говорит и показывает |                                                |
| 2004       | Тень вампира         | Совместный проект с Вадимом Самойловым         |
| 2005       | Королевство кривых   |                                                |
| 2007       | Мракобесие и джаз    |                                                |
| 2008       | Железные мантры      |                                                |
| 2010       | Театр абсурда        |                                                |
| 2011       | Три судьбы           | Народные песни и песни военных и довоенных лет |
| 2012       | Певец декаданса      |                                                |
| 2014       | Чужестранец          |                                                |
| 2017       | Искры и канкан       |                                                |
| 2019       | В руках великана     |                                                |
| 2022       | Весёлый и злой       |                                                |
| 2024       | Один на один         |                                                |

### Сборники
| Год выхода | Название                                           | Комментарий                                                                            |
| ---------- | -------------------------------------------------- | -------------------------------------------------------------------------------------- |
| 1993       | Коллекционный альбом ’83-’93                       |                                                                                        |
| 1999       | The Best                                           |                                                                                        |
| 2001       | Серия «Энциклопедия российского рока»              |                                                                                        |
| 2001       | Фиолетово-чёрный                                   |                                                                                        |
| 2002       | Настоящие дни (1982—1992)                          |                                                                                        |
| 2002       | Смутные дни (1992—2002)                            |                                                                                        |
| 2002       | Серия «Антология русского рока»                    |                                                                                        |
| 2005       | Новоегипетские песни                               | Сборник электронных обработок, сделанных Дмитрием Парфёновым под псевдонимом DJ Donkey |
| 2005       | Серия «Grand Collection»                           |                                                                                        |
| 2007       | Лучшие Песни. Серия «Новая Коллекция» (2CD)        |                                                                                        |
| 2009       | Лучшее (2CD)                                       |                                                                                        |
| 2010       | Лучшее (2CD)                                       |                                                                                        |
| 2010       | Серия «Лучшее на MP3. Коллекция легендарных песен» |                                                                                        |
| 2010       | Лучшие песни (2CD)                                 |                                                                                        |
| 2011       | 30 световых лет (3CD)                              | Сборник, распространяется только на концертах                                          |
| 2013       | Азбука Морзе (3CD)                                 |                                                                                        |
| 2015       | Большая игра (3CD)                                 |                                                                                        |
| 2016       | 35 — Лучшее и неизданное (2CD)                     |                                                                                        |
| 2018       | Левитация (2CD)                                    |                                                                                        |
| 2021       | Всё Перевернётся. The Best [Vinyl-Rip]             |                                                                                        |
| 2022       | Лучшее 1982—2022 (2023) от DON Music               |                                                                                        |

### Трибьюты
- 2003 — Пикник. Трибьют

### Синглы
- 2013 — Азбука Морзе[41]
- 2015 — Большая Игра
- 2019 — Сияние
- 2019 — В руках великана
- 2020 — Колдун[42]
- 2021 — Всё перевернётся
- 2024 — Ничего, ничего не бойся
- 2024 — Гитары тихие рыданья

## Видеография

### DVD и VHS
- 2001 — «Live», концерт в ДК им. Ленсовета (Санкт-Петербург, 15 марта 2001).
- 2004 — «Превращение», концерт в ЦДХ (Москва, 7 октября 2004).
- 2006 — «Королевство кривых (Live!)»[43], концерт в БКЗ «Октябрьский» (Санкт-Петербург, 7 ноября 2005).
- 2007 — «Пикник. Live! 1988», концерт в СКК им. Ленина (Ленинград, 30 сентября 1988) и ТВ-съёмки (Саратов, 1987).
- 2008 — «XXV», концерт в ДС «Лужники» (Москва, 24 февраля 2007), БКЗ «Октябрьский» (Санкт-Петербург, 8 октября 2006) и материалы, не вошедшие в DVD «Королевство кривых (Live!)» (7 ноября 2005). Также бонус-клипы и путевые заметки.
- 2009 — DVD «Железные мантры», видеоклипы и концертные версии песен.
- 2012 — DVD и Blu-ray «30 световых лет», юбилейный концерт в Ледовом дворце (Санкт-Петербург).

### Видеоклипы
- 1986 — «Иероглиф»
- 1987 — «Ты вся из огня»
- 1988 — «Праздник»
- 1989 — «Бал»
- 1990 — «Дай себя сорвать»
- 1991 — «С тех пор, как сгорели дома»
- 1996 — «Твоё сердце должно быть моим», режиссёр Виктор Грицаенко
- 1996 — «Немое кино»
- 1997 — «Лицо», режиссёр Виктор Грицаенко
- 1998 — «Пить электричество»
- 1999 — «Шарманка», режиссёр Станислав Дрёмов
- 2000 — «Фиолетово-чёрный»
- 2003 — «Не кончается пытка», режиссёр Виталий Мухаметзянов
- 2004 — «Королевство кривых»
- 2005 — «У шамана три руки», режиссёр Игорь Трощенко
- 2007 — «От Кореи до Карелии»
- 2007 — «Из мышеловки», режиссёр Игорь Трощенко
- 2007 — «Мракобесие и джаз»
- 2008 — «Существо»
- 2008 — «Приоткроется дверь…»
- 2009 — «Цветок ненастья»
- 2009 — «Здесь живут дома-колодцы»
- 2009 — «Недобитый романтик»
- 2009 — «Вот же это слово»
- 2009 — «Колдыри да колдобины»
- 2009 — «Гиперболоид»
- 2011 — «Кукла с человеческим лицом», режиссёр Виталий Мухаметзянов
- 2013 — «Игла»[44]
- 2015 — «Чужестранец»
- 2015 — «Танго „Чёрная каракатица“»
- 2016 — «Мы как трепетные птицы»
- 2019 — «Лиловый корсет»
- 2020 — «В руках великана»
- 2020 — «Сияние»
- 2020 — «Колдун»
- 2021 — «Всё перевернётся»
- 2022 — «Играй, струна, играй»
- 2022 — «Дивись же, какими мы стали!»
- 2023 — «Шарманка»
- 2024 — «Гитары тихие рыданья»

## Упоминания в художественной литературе
Песни «Пикника» упоминаются в цикле романов Сергея Лукьяненко «Дозоры», в книге «Спектр», того же автора, в первой книге серии «Хроники Странного королевства» О. Панкеевой, в серии книг «Мир Барлионы. Путь шамана» В. Маханенко.